# 2009, Year of Us
2009, Year of Us è il terzo EP della boy band sudcoreana Shinee, pubblicato il 19 ottobre 2009 in Corea del Sud in download digitale e il 22 ottobre in CD.

## Il disco
I brani Ring Ding Dong e Jo Jo sono stati utilizzati come singoli promozionali. Il EP tracciato ad un picco di #4 nella classifica Bugs per la settimana del 15-21 ottobre 2009 (settimana 4).
L'EP è stato pubblicato in Giappone il 20 gennaio 2010, con una edizione alternativa e un DVD bonus con il video musicale e il teaser di "Ring Ding Dong". La versione ha raggiunto la posizione #40 sul Oricon grafico settimanale, la creazione di grafici per tre settimane.
L'EP presenta la prima canzone solista di Onew, Naega Saranghaetdeon Ireum (The Name I Loved). Luna di f(x) fa anche un'apparizione in Get Down.

## Tracce
1. Y.O.U (Year of Us) – 3:49 (testo: Kim Young-hoo – musica: Alex Cantrall/Don "Traxx Trigga" Sellers Jr.)
2. Ring Ding Dong – 3:52 (testo: Yoo Young-jin – musica: Yoo Young-jin)
3. Jo Jo – 3:38 (testo: Kenzie – musica: Kenzie)
4. Get Down (Key + Minho (feat. f(Luna))) – 3:03 (testo: Minho, Key, JQ, Big Tone, Ryan Jhun, Script Shepherd, Antwann Frost – musica: Solomon Cortes, Script Shepherd, Charley Paige)
5. Shinee Girl – 3:16 (testo: Park Joon-ha – musica: Park Joon-ha)
6. Naega Saranghaetdeon Ireum (내가 사랑했던 이름, The Name I Loved (Onew feat. Kim Yeon-woo)) – 4:36 (testo: Lee Sung-soo – musica: Lee Sung-soo)

Durata totale: 22:14